# Microsoft BASIC
Microsoft BASIC ist ein BASIC-Interpreter, der 1976 für den KIM-1 entwickelt wurde, einen Heimcomputer von Commodore, der im selben Jahr auf den Markt kam. Weitere Versionen sind auch für andere 6502-, 6800- und 6809-basierte Systeme entstanden. Die Programmiersprache war das erste Produkt, mit dem die Firma Microsoft an den Markt ging. Es wurde aus Altair BASIC weiterentwickelt.
Microsoft BASIC wurde ein lukratives Lizenzmodell, bei dem Produzenten das BASIC von Microsoft für ihre Rechner einkauften und im ROM des Rechners auslieferten. Dieses System der Distribution von BASIC war in den 1970er- und 1980er-Jahren besonders erfolgreich.

## Folgeprodukte des Microsoft BASIC
- AmigaBASIC (Commodore Amiga)
- Applesoft BASIC (Apple II)
- Atari BASIC (Atari), einmalige Lizenzvergabe
- Atari Microsoft BASIC I und II (Atari)
- BASICA („BASIC Advanced“) (PC DOS auf dem IBM PC; setzt IBM Cassette BASIC voraus)
- Color BASIC (Tandy TRS-80 Color Computer, Tandy TRS-80 MC-10, Matra Alice)
- Commodore BASIC (im ROM des Commodore 64), einmalige Lizenzvergabe
- Extended Color BASIC (TRS-80 Color Computer und Dragon 32, Dragon 64)
- IBM Cassette BASIC (das ROM-BASIC des IBM PC)
- GW-BASIC (für MS-DOS und kompatibles DOS, vollständig zu BASICA kompatibel, läuft auf allen DOS-PCs)
- Microsoft Level III BASIC (Tandy/Radio-Shack TRS-80)
- MBASIC (CP/M, auf 8080/85 und Z80-Computern)
- MS BASIC (Macintosh bzw. klassisches Mac OS)
- MSX BASIC (MSX)
- N88-BASIC (NEC PC8801/9801)
- Oric Extended Basic (Homecomputer der Oric-Reihe)
- QBasic (PC DOS/MS-DOS)
- QuickBASIC (PC DOS/MS-DOS)
- TRS-80 Level II BASIC (Tandy/Radio-Shack TRS-80)
- Visual Basic (PC DOS/MS-DOS/Windows)
- WordBasic (Windows), pre-VBA
- FreeBASIC, Klon von QuickBasic
- RBASIC (Robotron BIC A 5105), Klon von Microsoft BASIC